# Championnat FIA GT
 (juin 2022).
Le championnat FIA GT est un championnat international de voitures de Grand Tourisme reconnu par la FIA. Il a été fondé en 1997 sur les bases de l'ancien Championnat BPR créé par l'allemand Jürgen Barth et les français Patrick Peter et Stéphane Ratel, et a pris fin en 2009 en laissant la place au championnat du monde FIA GT1. L'organisateur historique du championnat FIA GT est la société SRO.

## Catégories
Le championnat comportait quatre catégories :
- GT1 : voitures de grand tourisme de plus ou moins 600 chevaux, et dont la base est homologuée par la FIA ;
- GT2 : voitures de grand tourisme de plus ou moins 450 chevaux, et dont la base est homologuée par la FIA ;
- G2 : voitures de grand tourisme, issues des divers championnats nationaux, et dont la base n'est pas homologuée par la FIA ;
- G3 : voitures de grand tourisme, issues des coupes de promotions, ces voitures courent notamment aux 24 Heures de Spa (catégorie réservée aux amateurs).

## Palmarès

### Pilotes
| Saison | Champion(s) 1re div.                    | Champion(s) 1re div.      | Champion(s) 1re div.     | Champion(s) 2e div.                  | Champion(s) 2e div.       | Champion(s) 2e div.   |
| Saison | Nom(s)                                  | Voiture                   | Équipe                   | Nom(s)                               | Voiture                   | Équipe                |
| ------ | --------------------------------------- | ------------------------- | ------------------------ | ------------------------------------ | ------------------------- | --------------------- |
| 1997   | Bernd Schneider                         | Mercedes-Benz CLK GTR     | Mercedes-AMG             | Justin Bell                          | Chrysler Viper GTS-R      | Oreca                 |
| 1998   | Klaus Ludwig Ricardo Zonta              | Mercedes-Benz CLK LM      | Mercedes-AMG             | Olivier Beretta Pedro Lamy           | Chrysler Viper GTS-R      | Oreca                 |
| 1999   | Pas de championnat GT1 *                | Pas de championnat GT1 *  | Pas de championnat GT1 * | Olivier Beretta Karl Wendlinger      | Chrysler Viper GTS-R      | Oreca                 |
| 2000   | Julian Bailey Jamie Campbell-Walter     | Lister Storm GTS          | Lister Racing            | Christophe Bouchut Patrice Goueslard | Porsche 911 GT3 R (996)   | Larbre Compétition    |
| 2001   | Christophe Bouchut Jean-Philippe Belloc | Chrysler Viper GTS-R      | Larbre Compétition       | David Terrien Christian Pescatori    | Ferrari 360 Modena GT     | JMB Racing            |
| 2002   | Christophe Bouchut                      | Chrysler Viper GTS-R      | Larbre Compétition       | Stéphane Ortelli                     | Porsche 911 GT3 RS (996)  | Freisinger Motorsport |
| 2003   | Thomas Biagi Matteo Bobbi               | Ferrari 550 GTS Maranello | BMS Scuderia Italia      | Stéphane Ortelli Marc Lieb           | Porsche 911 GT3 RSR (996) | Freisinger Motorsport |
| 2004   | Fabrizio Gollin Luca Cappellari         | Ferrari 550 GTS Maranello | BMS Scuderia Italia      | Sascha Maassen Lucas Luhr            | Porsche 911 GT3 RSR (996) | Freisinger Motorsport |
| 2005   | Gabriele Gardel                         | Maserati MC12 GT1         | Vitaphone Racing         | Mike Rockenfeller Marc Lieb          | Porsche 911 GT3 RSR (996) | GruppeM Racing        |
| 2006   | Michael Bartels Andrea Bertolini        | Maserati MC12 GT1         | Vitaphone Racing         | Jaime Melo                           | Ferrari F430 GTC          | AF Corse              |
| 2007   | Thomas Biagi                            | Maserati MC12 GT1         | Vitaphone Racing         | Toni Vilander Dirk Müller            | Ferrari F430 GTC          | AF Corse              |
| 2008   | Michael Bartels Andrea Bertolini        | Maserati MC12 GT1         | Vitaphone Racing         | Toni Vilander Gianmaria Bruni        | Ferrari F430 GTC          | AF Corse              |
| 2009   | Michael Bartels Andrea Bertolini        | Maserati MC12 GT1         | Vitaphone Racing         | Richard Westbrook                    | Ferrari F430 GTC          | AF Corse              |

* Les voitures répondant à la règlementation GT1 de l'époque ont été interdites.

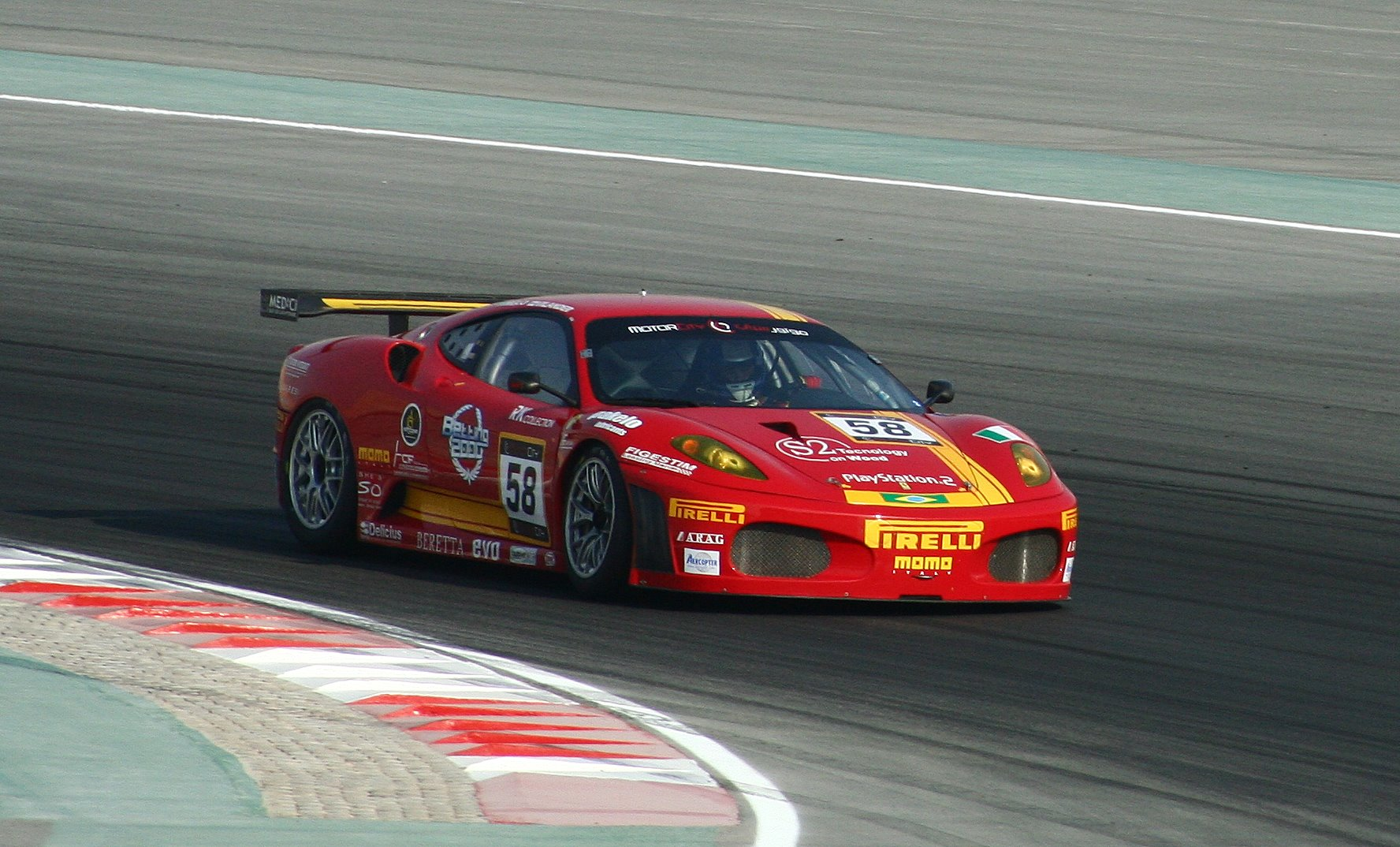
Une Ferrari F430 GTC de l'écurie AF Corse, écurie titrée en FIA GT, catégorie GT2, depuis 2006.
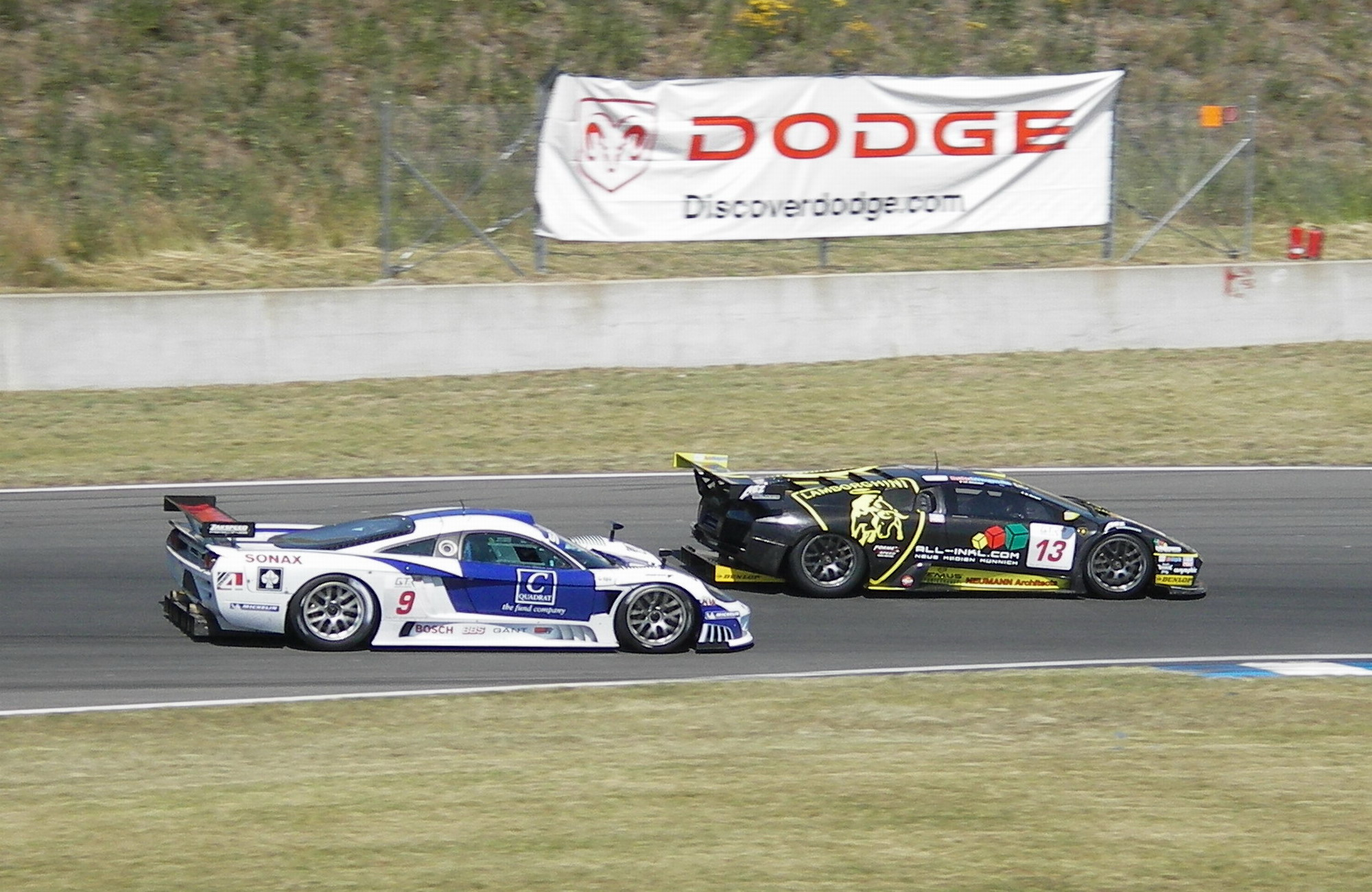
Bagarre entre une Saleen S7-R et une Lamborghini Murciélago R-GT, deux voitures de la catégorie GT1 (2006).

### Equipes
| Saison | Catégorie                  | Catégorie                   |
| Saison | GT1                        | GT2                         |
| ------ | -------------------------- | --------------------------- |
| 1997   | AMG-Mercedes               | Viper Team Oreca            |
| 1998   | AMG Mercedes               | Viper Team Oreca            |
|        | GT                         |                             |
| 1999   | Chrysler Viper Team Oreca  | Chrysler Viper Team Oreca   |
|        | GT                         | N-GT                        |
| 2000   | Lister Storm Racing        | Larbre Compétition Chereau  |
| 2001   | Larbre Compétition-Chereau | JMB Competition             |
| 2002   | Larbre Compétition-Chereau | Freisinger Motorsport       |
| 2003   | BMS Scuderia Italia        | Freisinger Motorsport       |
| 2004   | BMS Scuderia Italia        | Yukos Freisinger Motorsport |
|        | GT1                        | GT2                         |
| 2005   | Vitaphone Racing           | GruppeM Racing              |
| 2006   | Vitaphone Racing           | AF Corse                    |
| 2007   | Vitaphone Racing           | AF Corse Motorola           |
| 2008   | Vitaphone Racing           | AF Corse                    |
| 2009   | Vitaphone Racing           | AF Corse                    |

### Constructeurs
| Saison | Catégorie    | Catégorie |
| Saison | GT1          | GT2       |
| ------ | ------------ | --------- |
| 2005   | Maserati     | Porsche   |
| 2006   | Aston Martin | Ferrari   |
| 2007   | Maserati     | Ferrari   |
|        | GT2          |           |
| 2009   | Ferrari      | Ferrari   |